# Osteoma
Un osteoma (plural: "osteomata") és una peça d'os en general creixen en un altre tros d'os, típicament al crani. És un tumor benigne.
Quan el tumor ossi creix en un altre os es coneix com a "osteoma homoplastia"; quan creix en altres teixits que es diu "osteoma heteroplástica".
L'osteoma representa el més comú al neoplàsia del nas i al si paranasal. La causa dels osteomes és incert, però les teories comunament acceptades proposar causes embriològics, traumàtiques o infeccioses. Els osteomes també es troben en el síndrome de Gardner. Els osteomes craniofacials més grans poden causar dolor facial, mal de cap, i la infecció a causa dels conductes obstruïts nasofrontal. Sovint, l'osteoma craniofacial es presenta a través de signes i símptomes oculars (tal com exoftalmos).

## Variants
- "Osteoma cutis, però actualment no hi ha manera de detectar si i quan és probable que això passi.
- "Fibro-osteoma"
- "Chondro-osteoma"

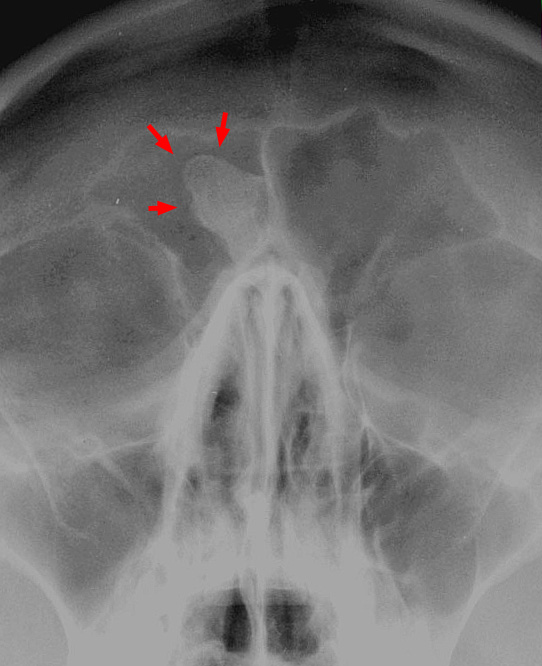
Osteoma del si frontal vist en la radiografia
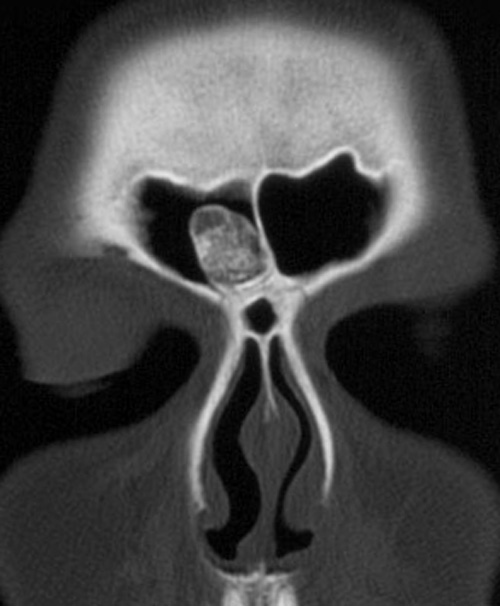
Osteoma del si frontal a la TC
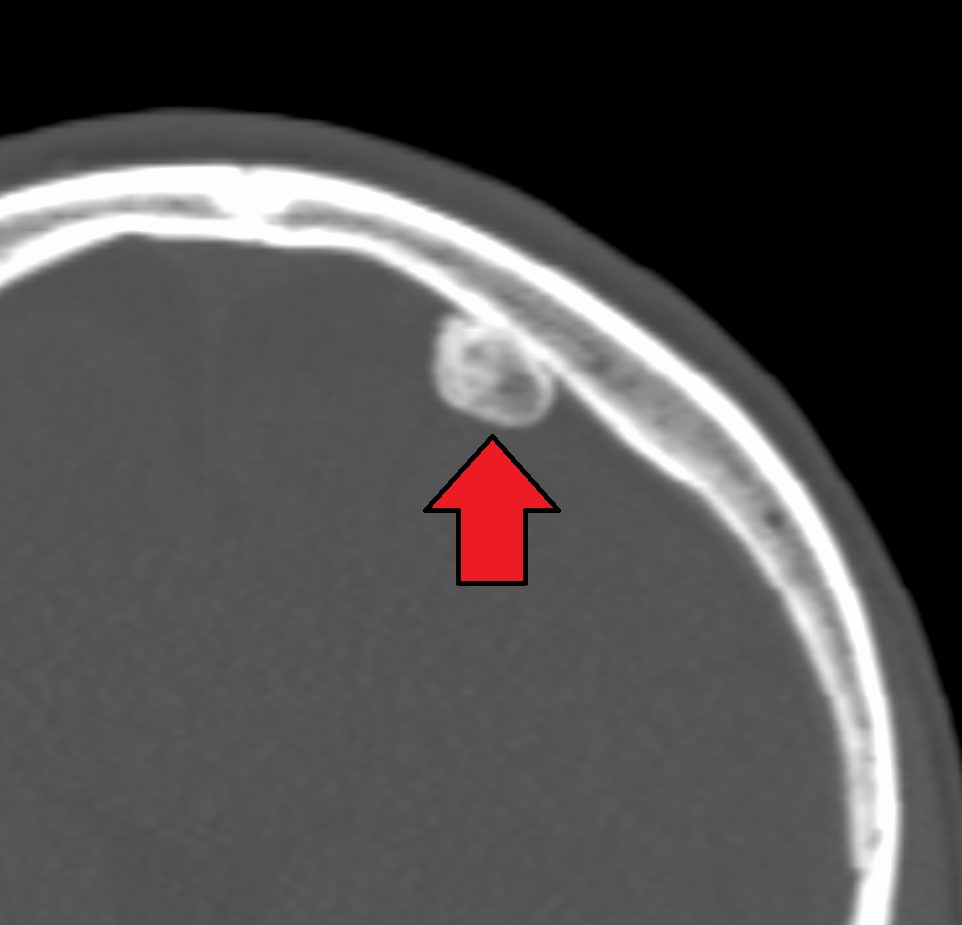
Osteoma